# Bero elegans
Genre
Espèce
Synonymes
Centridermichthys elegans Steindachner, 1881
Bero elegans est une espèce  de poissons osseux de la famille des Cottidae. Il n'y a qu'une seule espèce dans son genre Bero (monotypique). On la trouve au Nord-Ouest de l'océan Pacifique.